# Церковь Святого Георгия (Рига)
Церковь Святого Георгия (Юра; латыш. Svētā Jura baznīca) — одно из древнейших зданий Старой Риги. Расположена по адресу: улица Скарню, 10. 
Здание имеет общую длину около 48 м. Внутреннее пространство разделено на несколько этажей, для перекрытий использовались крупногабаритные деревянные балки. На мансардных этажах установлены лебёдки для подъёма грузов. Стены построены из известняка, частично из камня и кирпича. На крыше сохранилась старая черепица.

## История
Первыми сведениями о церкви считается относящееся к 1208 году упоминание капеллы Святого Георгия орденского замка. Орденская церковь Георгия (Юра) упоминается Генрихом Латвийским при описании пожара Риги 1215 года. Церковь состояла из трёх частей алтарного помещения, зала и притвора, возможно, с колокольней. В 1297 году восставшие жители Риги разрушили орденский замок, осталась нетронутой только церковь Святого Георгия.
Сравнительно скоро в (XVI веке) церковь перестали использовать как культовое сооружение и приспособили под амбар, который существовал здесь до 1989 года. В 1704 году в стены здания вмуровали четыре вытесанные из камня плиты с красочными изображениями голубей — белого, красного, чёрного и жёлтого.
С 6 июля 1989 года здание занимает Музей декоративно-прикладных искусств.